# Фентон, Джордж
Джордж Фентон (англ. George Fenton, при рождении Джордж Ричард Иэн Хоу  — англ. George Richard Ian Howe; род. 19 октября 1949 года) — английский композитор. Наиболее известен своей работой по написанию партитур к фильмам и музыки для телевидения, пятикратный номинант на премию «Оскар», лауреат нескольких наград Айвора Новелло, BAFTA, «Золотой глобус», «Эмми» и BMI Awards, а также Classic Brit Awards. Он является одним из членов Ivors Academy (одна из крупнейших профессиональных ассоциаций музыкальных авторов в Европе).
Фентон часто сотрудничал с режиссёрами Ричардом Аттенборо, Норой Эфрон, Аластером Фотергиллом, Стивеном Фрирзом, Николасом Хитнером, Кеном Лоучем, Энди Теннантом, Нилом Джорданом и Терри Гиллиамом.
Его кинокарьера стартовала в 1971 году с фильма Барни Платтс-Миллса «Частная дорога».